# Knight Aciru
Knight Aciru (* 3. September 1998) ist eine ugandische Leichtathletin, die sich auf den Mittelstreckenlauf spezialisiert hat.

## Sportliche Laufbahn
Erste internationale Erfahrungen sammelte Knight Aciru im Jahr 2019, als sie bei der Sommer-Universiade in Neapel mit 16:38,18 min auf den elften Platz im 5000-Meter-Lauf gelangte. 2022 schied sie bei den Afrikameisterschaften in Port Louis mit 2:06,11 min im Vorlauf über 800 Meter aus und belegte in 4:22,75 min den achten Platz im 1500-Meter-Lauf. Im Jahr darauf belegte sie bei den Crosslauf-Weltmeisterschaften 2023 in Bathurst mit 25:06 min den neunten Platz in der Mixed-Staffel und im August gewann sie bei den World University Games in Chengdu in 2:04,34 min die Silbermedaille im 800-Meter-Lauf hinter der Italienerin Laura Pellicoro. Zudem belegte sie über 1500 Meter in 4:20,22 min den achten Platz. 2024 nahm sie an den Afrikaspielen in Accra teil und belegte dort in 4:09,81 min den sechsten Platz über 1500 Meter. Kurz darauf belegte sie bei den Crosslauf-Weltmeisterschaften in Belgrad in 23:10 min den fünften Platz in der Mixed-Staffel. Anschließend gelangte sie bei den Afrikameisterschaften in Douala mit 4:08,09 min auf den vierten Platz über 1500 Meter.
2023 wurde Aciru ugandische Meisterin im 1500-Meter-Lauf sowie in der 4-mal-400-Meter-Staffel.

## Persönliche Bestleistungen
- 800 Meter: 2:03,65 min, 4. Juni 2022 in Kampala
- 1500 Meter: 4:08,09 min, 26. Juni 2024 in Douala
  - 1500 Meter (Halle): 4:15,04 min, 23. Februar 2024 in Madrid
- 5000 Meter: 16:38,18 min, 12. Juli 2019 in Neapel